# Петровщина (Ленинградская область)
Петровщина — деревня в Путиловском сельском поселении Кировского района Ленинградской области.

## История
Сельцо Петровщина за князем Данилом Мышецким упоминается в Дозорной книге Водской пятины Корельской половины 1612 года в Егорьевском Лопском погосте.
На «Географическом чертеже Ижорской земли» Адриана Шонбека 1705 года упоминается деревня Петрофски.
Как село Петрова она упомянута на карте Ингерманландии А. Ростовцева 1727 года.
На карте Санкт-Петербургской губернии Я. Ф. Шмидта 1770 года обозначена деревня Петровская.
На карте Санкт-Петербургской губернии Ф. Ф. Шуберта 1834 года обозначена деревня Петровшина, состоящая из 35 крестьянских дворов.

ПЕТРОВЩИНА — деревня принадлежит ведомству Гоф-интендантской конторы, число жителей по ревизии: 116 м. п., 143 ж. п. (1838 год)

Деревня Петровшина из 33 дворов отмечена на карте профессора С. С. Куторги 1852 года.

ПЕТРОВЩИНА — деревня Царскосельского дворцового правления, по почтовому тракту и просёлочной дороге, число дворов — 54, число душ — 139 м. п. (1856 год)

Число жителей деревни по X-ой ревизии 1857 года: 149 м. п., 178 ж. п..

ПЕТРОВЩИНА — деревня владельческая при колодцах, число дворов — 61, число жителей: 159 м. п., 170 ж. п.; Часовня православная. (1862 год)

Согласно подворной переписи 1882 года в деревне проживали 72 семьи, число жителей: 209 м. п., 233 ж. п.; разряд крестьян — удельные.
В конце XIX — начале XX века деревня административно относилась к Путиловской волости 1-го стана Шлиссельбургского уезда Санкт-Петербургской губернии.
По данным «Памятной книжки Санкт-Петербургской губернии» за 1905 год деревня называлась Петровщина.
С 1917 по 1920 год деревня Петровщина входила в состав Петровщинского сельсовета Путиловской волости Шлиссельбургского уезда.
С 1921 года в составе Горно-Шальдихинского сельсовета. Согласно военно-топографической карте Петроградской и Новгородской губерний издания 1921 года деревня называлась Петровшина.
С 1923 года в составе Ленинградского уезда.
Согласно данным переписи населения СССР 1926 года в деревне Петровщина проживали 416 человек — все русские.
С февраля 1927 года в составе Мгинской волости, с августа 1927 года в составе Мгинского района.
С 1928 года в составе Путиловского сельсовета.
По данным 1933 года деревня называлась Петровщина и входила в состав Путиловского сельсовета Мгинского района.

План деревни Петровщина. 1941 год

Согласно топографической карте РККА 1941 года деревня насчитывала 87 дворов. В центре деревни находилась часовня.
В 1958 году население деревни Петровщина составляло 110 человек.
С 1960 года в составе Волховского района.
По данным 1966 и 1973 годов деревня Петровщина также находилась в подчинении Путиловского сельсовета Волховского района.
По данным 1990 года деревня Петровщина входила в состав Путиловского сельсовета Кировского района.
В 1997 году в деревне Петровщина Путиловской волости проживали 17 человек, в 2002 году — 23 человека (русские — 96 %).
В 2007 году в деревне Петровщина Путиловского СП — 18.

## География
Деревня расположена в северной части района на автодороге 41К-239 (Войпала — Горная Шальдиха), к востоку от центра поселения, села Путилово.
Расстояние до административного центра поселения — 2 км.
К северу от деревни проходит автодорога Р21 (E 105) «Кола» (Санкт-Петербург — Петрозаводск — Мурманск).
Расстояние до ближайшей железнодорожной станции Жихарево — 14 км.

## Демография
| 1862 | 2007 | 2010 | 2017 |
| ---- | ---- | ---- | ---- |
| 329  | ↘18  | ↗40  | ↘27  |

## Улицы
Западная, Земляничная, Каштановая, Солнечная, Центральная.